# Ernest Nuamah
Ernest Appiah Nuamah (Kumasi, Ghana, 1 de noviembre de 2003) es un futbolista ghanés que juega de delantero en el Olympique de Lyon de la Ligue 1.

## Trayectoria
Comenzó su carrera en la Right to Dream Academy de Ghana antes de fichar por el F. C. Nordsjælland en enero de 2022. Debutó el 10 de abril de 2022, cuando entró en el minuto 67 por Magnus Kofod Andersen para marcar un gol en el minuto 84 en el empate 2-2 ante el Aarhus GF. Al final del partido se le adjudicó el título de mejor jugador del equipo.

## Estadísticas

### Clubes
Actualizado al último partido disputado el 24 de octubre de 2024.
| Club                         | Div.          | Temporada     | Liga  | Liga  | Liga   | Copas nacionales | Copas nacionales | Copas nacionales | Copas internacionales | Copas internacionales | Copas internacionales | Total | Total | Total  |
| Club                         | Div.          | Temporada     | Part. | Goles | Asist. | Part.            | Goles            | Asist.           | Part.                 | Goles                 | Asist.                | Part. | Goles | Asist. |
| ---------------------------- | ------------- | ------------- | ----- | ----- | ------ | ---------------- | ---------------- | ---------------- | --------------------- | --------------------- | --------------------- | ----- | ----- | ------ |
| F. C. Nordsjælland Dinamarca | 1.ª           | 2021-22       | 9     | 1     | 0      | 0                | 0                | 0                | ―                     | ―                     | ―                     | 9     | 1     | 0      |
| F. C. Nordsjælland Dinamarca | 1.ª           | 2022-23       | 30    | 12    | 4      | 4                | 3                | 0                | ―                     | ―                     | ―                     | 34    | 15    | 4      |
| F. C. Nordsjælland Dinamarca | 1.ª           | 2023-24       | 4     | 5     | 1      | 0                | 0                | 0                | 2                     | 0                     | 0                     | 6     | 5     | 1      |
| F. C. Nordsjælland Dinamarca | Total club    | Total club    | 43    | 18    | 5      | 4                | 3                | 0                | 2                     | 0                     | 0                     | 49    | 21    | 5      |
| Olympique de Lyon Francia    | 1.ª           | 2023-24       | 29    | 3     | 2      | 4                | 0                | 0                | ―                     | ―                     | ―                     | 33    | 3     | 2      |
| Olympique de Lyon Francia    | 1.ª           | 2024-25       | 5     | 0     | 0      | 0                | 0                | 0                | 3                     | 0                     | 0                     | 8     | 0     | 0      |
| Olympique de Lyon Francia    | Total club    | Total club    | 34    | 3     | 2      | 4                | 0                | 0                | 3                     | 0                     | 0                     | 41    | 3     | 2      |
| Total carrera                | Total carrera | Total carrera | 77    | 21    | 7      | 8                | 3                | 0                | 5                     | 0                     | 0                     | 90    | 24    | 7      |